# Etherpad
Etherpad – narzędzie umożliwiające edycję dokumentu tekstowego przez wiele osób w tym samym czasie. Towarzyszący obok czat umożliwia komentowanie i rozmowy. Etherpad początkowo tworzony był m.in. przez Google, wydany następnie jako otwarte oprogramowanie.

## Linki zewnętrzne

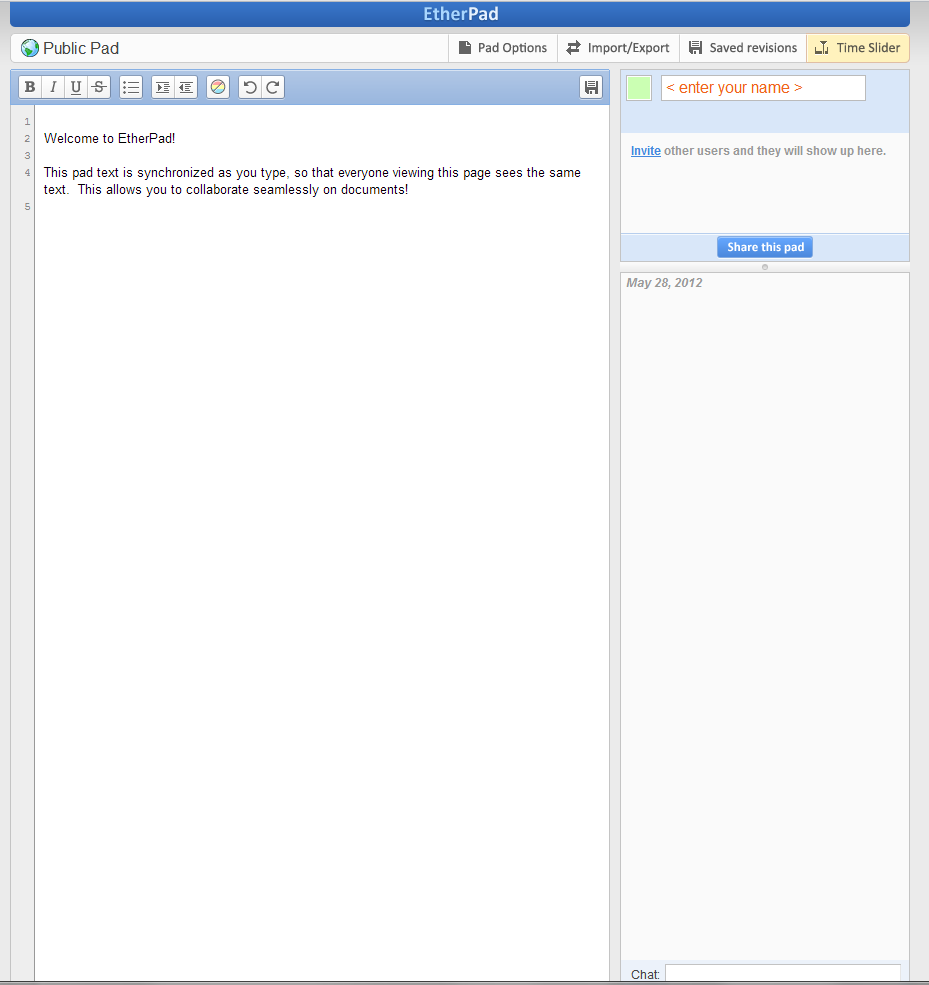
Interfejs programu
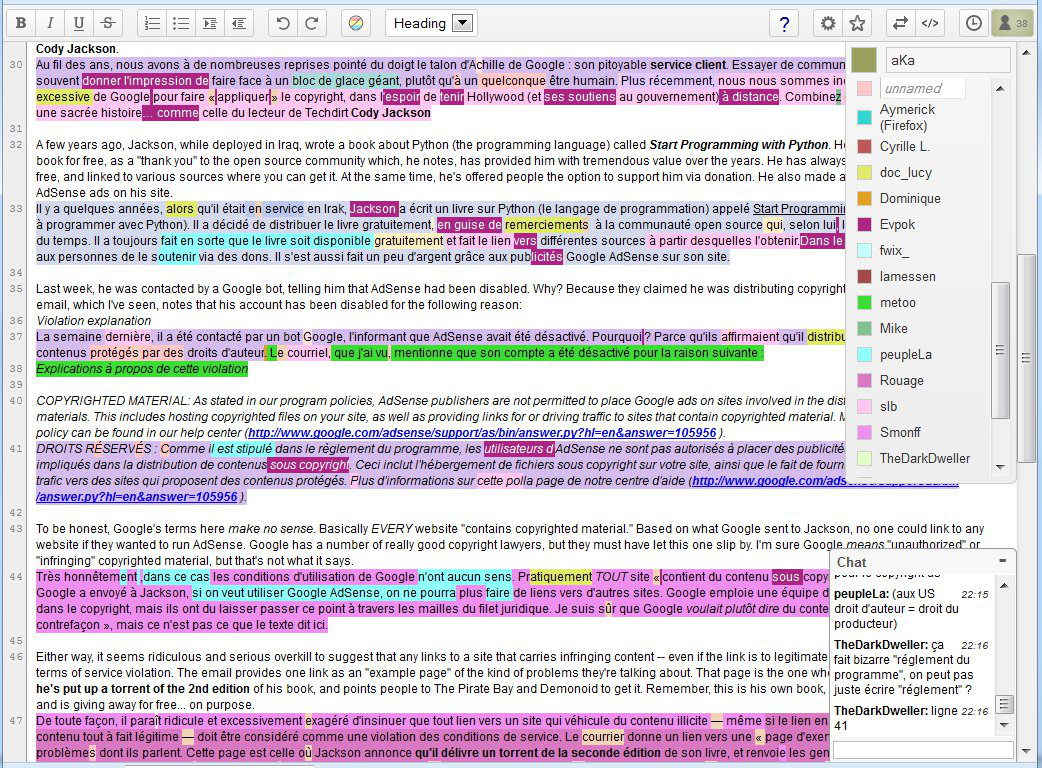
Praca w Etherpadzie. Wyróżnianie edycji poszczególnych autorów.
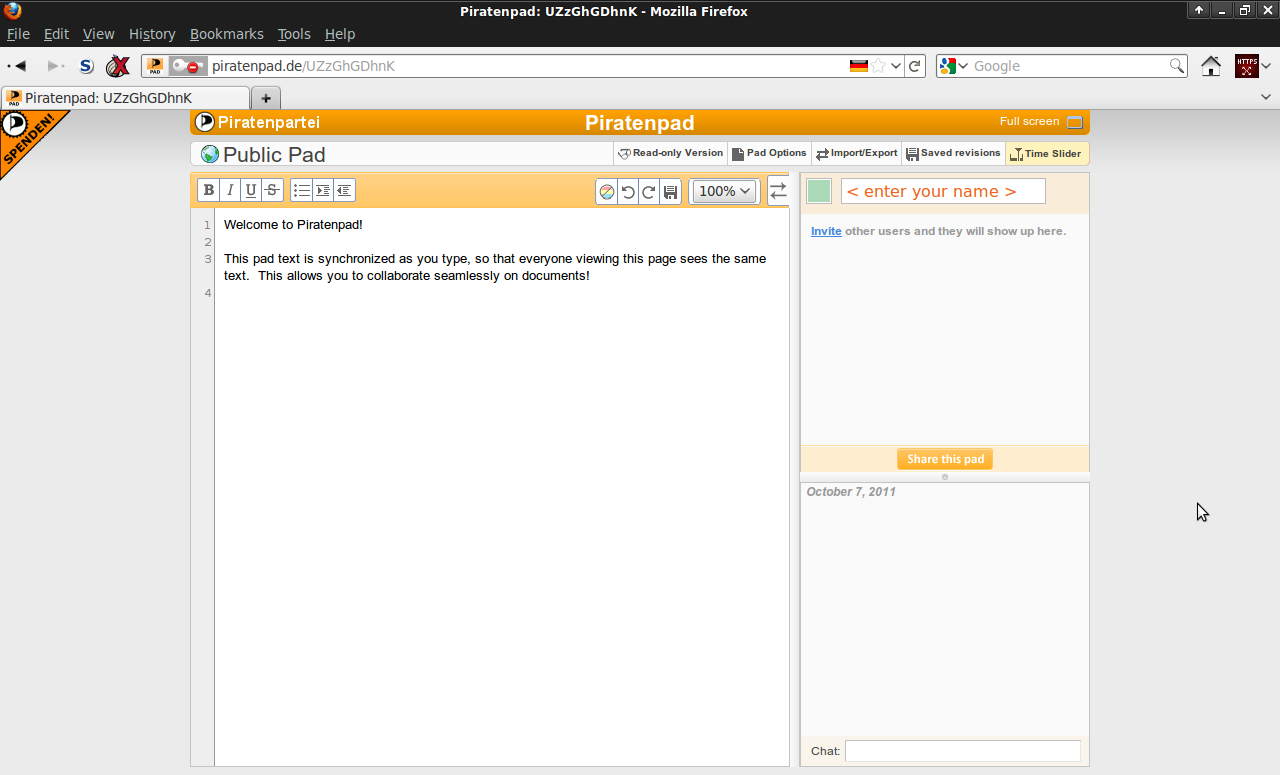
Przykładowa instalacja etherpad – Piratepad